# Bizarra (personaje)
Bizarra es un personaje ficticio que aparece en los cómics estadounidenses publicados por DC Comics. Bizarra apareció por primera vez en DC Comics Presents #71 (julio de 1984), en una historia escrita por E. Nelson Bridwell con arte de Curt Swan. El personaje es una versión distorsionada de la superheroína Mujer Maravilla, basada en el villano de Superman, Bizarro. Es un ser muy simple, tiene rasgos de carácter invertido, cree que las mujeres son inferiores a los hombres y habla al revés de cuál es su verdadero significado.

## Biografía ficticia

### Pre-Crisis
Bizarro-Wonder Woman se muestra por primera vez como miembro del equipo Bizarro Liga de la Justicia de héroes sociales inadaptados que habitan en Mundo Bizarro. Su base de operaciones es un submarino abandonado en el fondo del mar. El equipo está formado por Bizarro, Bizarro Wonder Woman, Bizarro Yellow Lantern, Bizarro Aquaman y Bizarro Hawkman. Batzarro había dejado el equipo para formar el grupo de superhéroes "The Insiders", una versión Bizarro del equipo de Outsiders.
En la historia, Bizarro está aburrido de poder derrotar a sus compañeros de la Liga de la Justicia, por lo que crea una versión Bizarro del villano Amazo. Amazo roba los poderes de la Liga de la Justicia, incluida Wonder Woman, y se los da amablemente a los ciudadanos comunes de Mundo Bizarro. Después de darse cuenta de la locura de sus acciones, Bizarro convence a Bizarro Amazo para que devuelva los poderes a las personas adecuadas.

### Post-Crisis
En 1985, DC Comics presentó una historia titulada Crisis on Infinite Earths. Ese arco narrativo de toda la empresa borró la historia establecida de casi todos los personajes de DC Comic. Luego, Bizarra se volvió a presentar como parte de un equipo completamente nuevo de Bizarro Liga de la Justicia (que incluía a Bizarro, Batzarro, Bizarro Flash, Bizarro Hawkgirl y Bizarro Yellow Lantern). Viven en el planeta en forma de cubo Arreit que está poblada en su totalidad con humanos de tipo Bizarro. En un momento, Bizarro Hawkgirl ató a Bizarra (en esa historia a la que se hace referencia como "Wonder Woman") con su propio lazo. Se explicó que el lazo de Bizarra tenía la capacidad de obligar a cualquiera atado por él a decir solo mentiras. Bizarra parecía estar románticamente interesado en Bizarro, pero el sentimiento no fue compartido ya que Bizarro estaba enamorado solo de la versión de su mundo de Lois Lane. Durante la historia, se demostró que debido a la exposición al sol azul de Arreit, Bizarro obtuvo la capacidad de crear nuevas formas de vida Bizarro. No está claro si Bizarra fue creado por Bizarro o era un personaje preexistente.
Más tarde se muestra que Bizarra está trabajando para el villano Monarca. Ella, junto con otras variantes de superhéroes, torturan a Tracer sin piedad. Bizarra termina la batalla colgando a Tracer con su lazo de una escalera de incendios por su cuello.

## Habilidades

### Poderes y habilidades
Se representa a Bizarra con todas las habilidades de Wonder Woman, aunque en algunas encarnaciones se han invertido varios de estos rasgos, como:
- "Lazo de la Mentira", un lazo que obliga a mentir a cualquiera atado por él, en lugar de Lazo de la Verdad.

## Otras versiones

### All-Star Superman
En 2005, DC Comics lanzó la línea de cómics All-Star. Esta línea no tiene continuidad con los otros títulos de cómics publicados a través de DC Comics, por lo que sus argumentos no tienen impacto en la historia de cómics generalmente establecida de Wonder Woman. En el título All-Star Superman, se presenta a Bizarro Wonder Woman. Por lo general, es una estatua de 1,2 a 1,5 m (4 a 5 pies) de altura que Bizarro lleva en varias misiones de la Liga de la Justicia de Bizarro. Bizarro explica que Bizarro Wonder Woman comenzó como una hermosa bebé que se convirtió en una fea estatua de arcilla barata. Por lo tanto, tiene la vida opuesta a la Mujer Maravilla tradicional que comenzó como una estatua de arcilla de un niño que se transformó en una mujer de carne y hueso. A pesar de ser una estatua inanimada, Bizarro insiste en que Bizarro Wonder Woman es una buena jugadora de equipo.

## En otros medios

### Televisión
- Bizarra aparece en el episodio de The Super Powers Team: Galactic Guardians, "The Bizarro Super Powers Team", con la voz de B. J. Ward, quien también hizo la voz de Wonder Woman. Esta versión fue creada por Bizarro usando un rayo duplicador junto con clones de Firestorm y Cyborg, ya que Bizarro decidió que su mundo de Bizarros necesitaba más héroes que solo Bizarro Supermen. Mister Mxyzptlk convence a Bizarro para que entrene a sus nuevos amigos en la Tierra, lo que causa estragos en el verdadero Equipo de Superpoderes.

### Película
- Bizarra aparece en Lego DC Comics Super Heroes: Justice League vs. Bizarro League, con la voz de Kari Wahlgren. Esta versión fue creada por Bizarro utilizando un rayo duplicador, junto con clones de Batman, Green Lantern y Cyborg, respectivamente denominados Batzarro, Greenzarro y Cyzarro.

### Videojuegos
- Bizarra aparece en Lego Batman 3: Beyond Gotham. En el mapa DLC de Mundo Bizarro, Bizarra se encuentra entre los miembros de la Liga de la Justicia de Bizarro que defiende a Mundo Bizarro de las fuerzas de Darkseid.